# Eudorellopsis deformis
Eudorellopsis deformis är en kräftdjursart som först beskrevs av Henrik Nikolai Krøyer 1846.  Eudorellopsis deformis ingår i släktet Eudorellopsis och familjen Leuconidae. Arten är reproducerande i Sverige. Inga underarter finns listade i Catalogue of Life.

## Bildgalleri

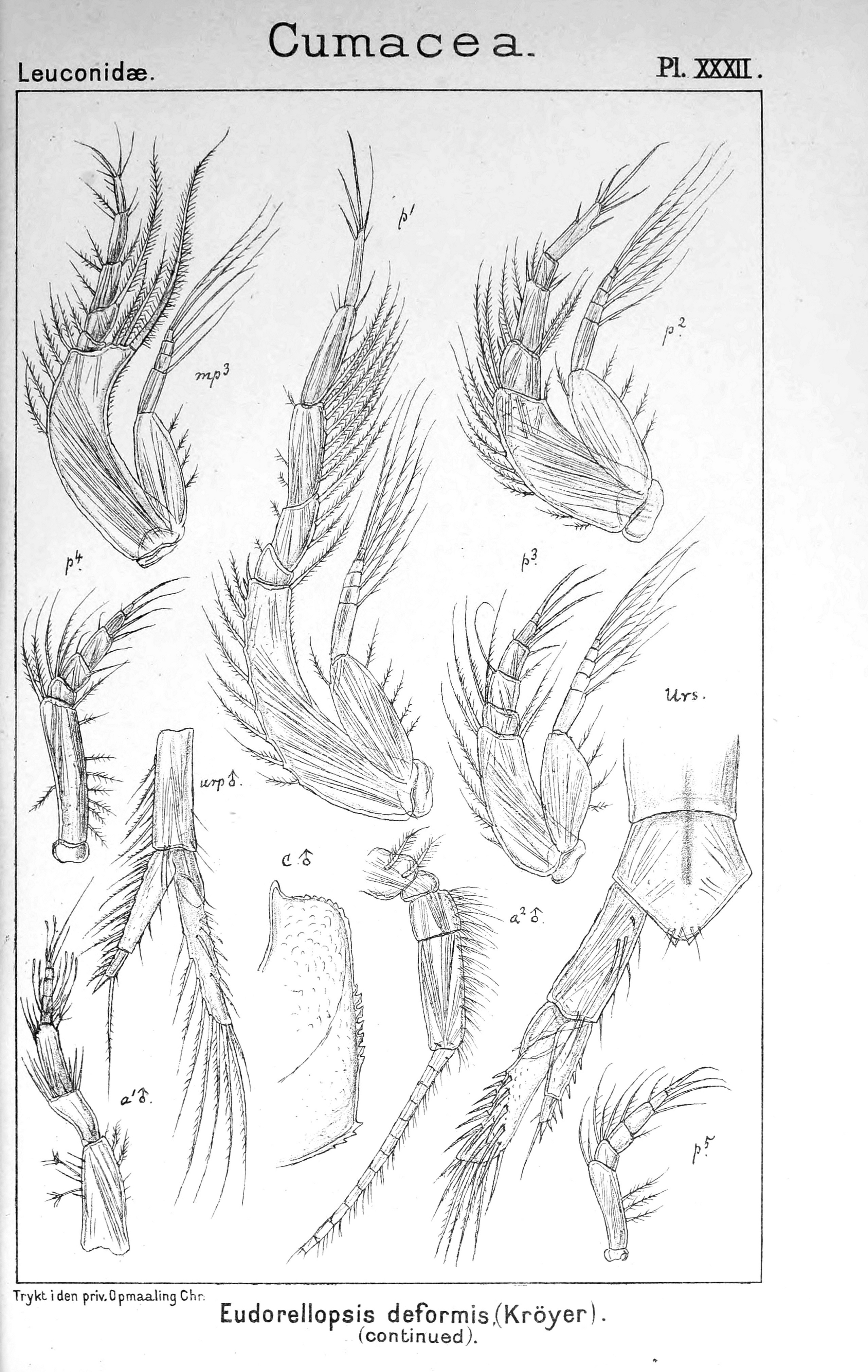
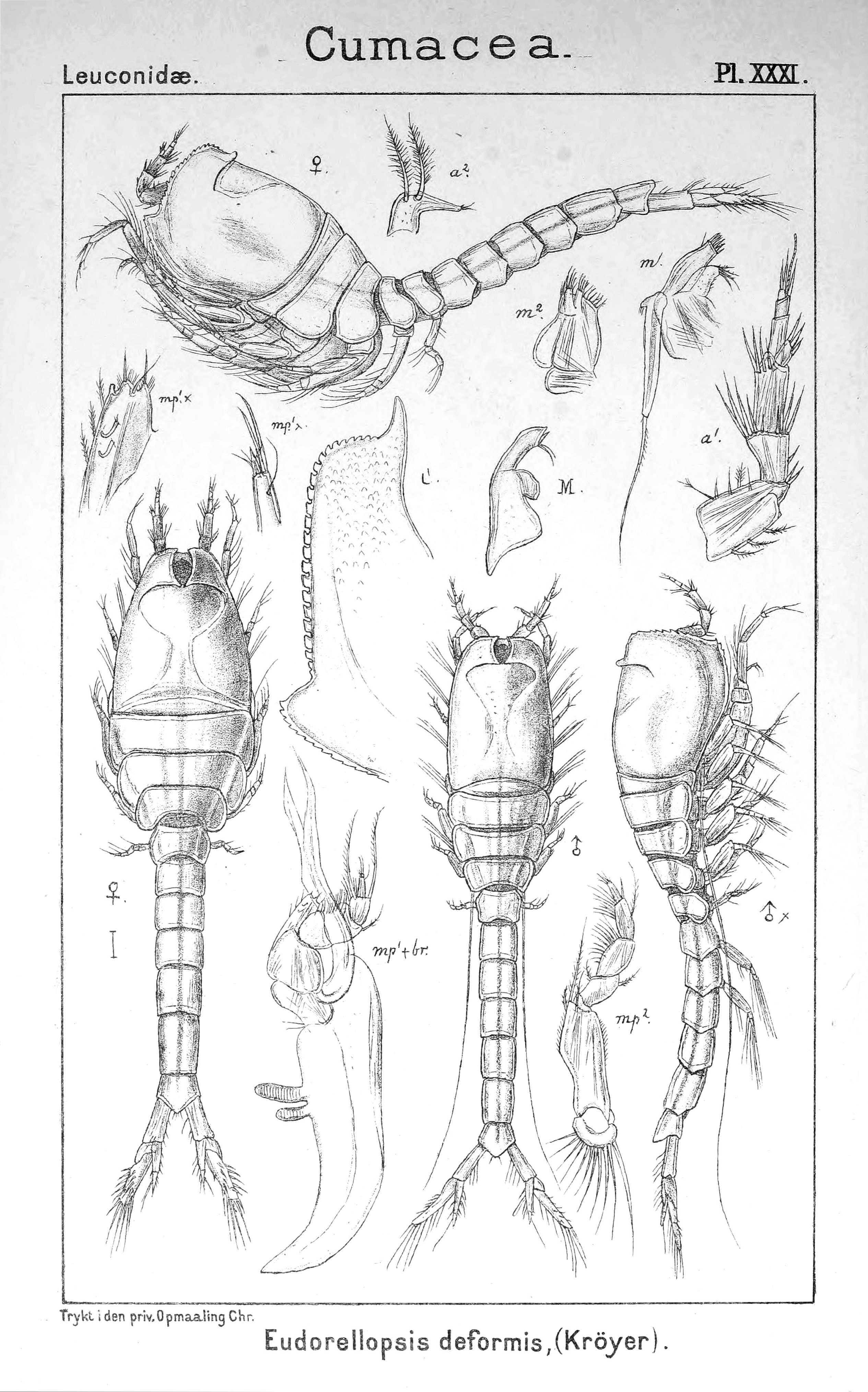